# Mojstrana
Mojstrana je naselje u slovenskoj Općini Kranjskoj Gori. Mojstrana se nalazi u pokrajini Gorenjskoj i statističkoj regiji Gorenjskoj. 

## Stanovništvo
Prema popisu stanovništva iz 2002. godine naselje je imalo 1,211 stanovnika.

## Poznate osobe
- Karel Klančnik, skijaš skakač